# آبشار کامبرلند
آبشار کومبرلند (به انگلیسی: Cumberland Falls) آبشاری است که در کنتاکی، ایالات متحده آمریکا واقع شده و ارتفاع کلی ریزشگاه آن ۶۸ پا (۲۱ متر) است.